# العلاقات اليونانية الكونغوية
العلاقات اليونانية الكونغولية هي العلاقات الثنائية التي تجمع بين اليونان وجمهورية الكونغو.

## مقارنة بين البلدين
هذه مقارنة عامة ومرجعية للدولتين:
| وجه المقارنة                                              | اليونان                                                                             | [[تصنيف:صفحات تستخدم رمز علم غير موجود\|]] جمهورية الكونغو |
| --------------------------------------------------------- | ----------------------------------------------------------------------------------- | ---------------------------------------------------------- |
| المساحة (كم2)                                             | 131.96 ألف                                                                          | 342.00 ألف                                                 |
| عدد السكان (نسمة)                                         | 10.76 مليون                                                                         | 5.26 مليون                                                 |
| الكثافة السكانية (ن./كم²)                                 | 81.54                                                                               | 15.38                                                      |
| العاصمة                                                   | أثينا، نافبليو                                                                      | برازافيل                                                   |
| اللغة الرسمية                                             | لغة يونانية، Demotic Greek ‏                                                         | لغة فرنسية                                                 |
| العملة                                                    | يورو، دراخما، Phoenix (currency) ‏                                                   | فرنك وسط أفريقي                                            |
| الناتج المحلي الإجمالي (بليون دولار)                      | 200.29 مليار                                                                        | 8.72 مليار                                                 |
| الناتج المحلي الإجمالي (تعادل القوة الشرائية) بليون دولار | 285.45 مليار                                                                        | 29.48 مليار                                                |
| الناتج المحلي الإجمالي الاسمي للفرد دولار أمريكي          | 18.00 ألف                                                                           | 1.85 ألف                                                   |
| الناتج المحلي الإجمالي للفرد دولار أمريكي                 | 26.85 ألف                                                                           |                                                            |
| مؤشر التنمية البشرية                                      | 0.865                                                                               | 0.591                                                      |
| رمز المكالمات الدولي                                      | +30                                                                                 | +242                                                       |
| رمز الإنترنت                                              | .gr                                                                                 | .cg                                                        |
| المنطقة الزمنية                                           | توقيت شرق أوروبا، ت ع م+02:00، ت ع م+03:00، توقيت شرق أوروبا الصيفي ‏، أوروبا/أثينا ‏ | ت ع م+01:00                                                |

## منظمات دولية مشتركة
يشترك البلدان في عضوية مجموعة من المنظمات الدولية، منها:
| علم المنظمة | اسم المنظمة                               | تاريخ انضمام اليونان | تاريخ انضمام جمهورية الكونغو |
| ----------- | ----------------------------------------- | -------------------- | ---------------------------- |
|             | البنك الدولي للإنشاء والتعمير             | 27 ديسمبر 1945       | 10 يوليو 1963                |
|             | يونسكو                                    | 4 نوفمبر 1946        | 24 أكتوبر 1960               |
|             | منظمة التجارة العالمية                    | 1995                 | ?                            |
|             | وكالة ضمان الاستثمار متعدد الأطراف        | 30 أغسطس 1993        | 16 أكتوبر 1991               |
|             | منظمة الشرطة الجنائية الدولية             | ?                    | ?                            |
|             | مؤسسة التمويل الدولية                     | 26 سبتمبر 1957       | 1 أكتوبر 1980                |
|             | الأمم المتحدة                             | 25 أكتوبر 1945       | 20 سبتمبر 1960               |
|             | مؤسسة التنمية الدولية                     | 9 يناير 1962         | 8 نوفمبر 1963                |
|             | الفريق المعني برصد الأرض                  | ?                    | ?                            |
|             | منظمة حظر الأسلحة الكيميائية              | ?                    | ?                            |
|             | المركز الدولي لتسوية المنازعات الاستشارية | 21 مايو 1969         | 14 أكتوبر 1966               |

## وصلات خارجية
- موقع وزارة الخارجية اليونانية